# Bataille des îles de Lérins (1637)
Pour les articles homonymes, voir Bataille des îles de Lérins.
Guerre de Trente Ans
Batailles
La bataille des îles de Lérins de 1637 est un des combats de la guerre de Trente Ans entre la Monarchie catholique espagnole et le royaume de France.

## Antécédents
Dans le cadre de la guerre de Trente Ans, l'affrontement entre la Monarchie catholique espagnole et le royaume de France avait commencé en 1635 avec la bataille des Avins et la conquête des îles de Lérins, qui devaient servir de base d'opérations pour attaquer la côte de Provence. Les Espagnols ont commencé à fortifier ces îles.

## Préparatifs navals français
Richelieu, Grand Maître, chef et surintendant général de la navigation et commerce de France depuis 1626, gouverneur et amiral de Bretagne depuis 1631, amiral de Provence de fait depuis 1633, gouverneur de Brouage, du Havre, de Brest, de Belle-Isle, général des galères depuis le rachat de la charge aux Gondi en 1635, avait entrepris de doter la monarchie française d'une marine royale.
Après la prise des îles de Lérins, le cardinal de Richelieu monte une flotte hétéroclite de 39 bâtiments montée de 7 500 hommes et 400 canons. Cette flotte est placée sous le commandement du comte d'Harcourt, surnommé le « Cadet la Perle » parce qu'il porte une perle à son oreille gauche, conseillé par l'archevêque de Bordeaux, Henri de Sourdis (1594-1645). Cette flotte est divisée en trois escadres :
- l'escadre de Bretagne[Note 1], sous les ordres du commandeur Des Gouttes, chevalier de Malte, et qui comprend le plus gros navire de la flotte, le Saint-Louis, de 1 000 tonneaux. D'Harcourt et le cardinal de Sourdis sont à son bord ;
- l'escadre de Guyenne[Note 2], sous les ordres de M. de Mantin, à bord de l'Europe, vaisseau de 500 tonneaux ;
- l'escadre de Normandie[Note 3], sous les ordres de Jacques Le Roy, dit Dumé ou Du Mé, sieur d'Aplemont (originaire du Havre ou de Guyenne, vers 1595- Curaçao, 1673)[3], commandant de bateau havrais, à bord de la Magdelaine, vaisseau de 300 tonneaux seulement. C'est dans cette escadre que se trouve le navire la Neptune de 200 tonneaux commandée par Abraham Duquesne[4],

plus 6 brûlots et 14 flûtes.
Le 23 juin 1636 cette flotte appareille de Belle-Isle et franchit le détroit de Gibraltar le 16 juillet pour se joindre aux bateaux placés sous le commandement de Jean-Louis du Mas de Castellane, baron d'Allemagne. La campagne de 1636 est infructueuse à cause des querelles incessantes entre les officiers. D'Harcourt en vient aux mains avec le cardinal de Sourdis qui de conseiller se prétend le généralissime à la mer. Sourdis se dispute avec le maréchal de Vitry (1581-1644), gouverneur de Provence, qui se veut généralissime à terre, le baron d'Allemagne avec le bailli de Forbin... Richelieu fait part de son grand déplaisir à ses commandants si stériles et chicaniers.
Après avoir hiverné, la flotte du cardinal de Sourdis appareille en février 1637. Elle porte une première attaque en Sardaigne, le 24 février, avec la prise d'Oristano, mais doit rembarquer à la suite d'une riposte espagnole.

## Préparatifs terrestres français
Pour récupérer les îles de Lérins, le gouverneur de Provence, le maréchal de Vitry, a réuni des milices sur la côte pendant que le Cardinal de Richelieu envoyait la flotte française de l'Atlantique, composée de 42 navires, tandis qu'à Hyères se rassemblent les galères qui vont se concentrer ensuite à Toulon sous les ordres d'Henri d'Escoubleau de Sourdis, archevêque de Bordeaux, et d'Henri de Lorraine-Harcourt.
Les troupes françaises étaient composées par les régiments d'infanterie de Castrevieille (20 compagnies à 60 hommes, total 1 200 hommes), La Tour (20 compagnies à 60 hommes, total 1 200 hommes), Saint-André (douze compagnies à 60 hommes, total 720 hommes), Îles (six compagnies à 60 hommes, total 360 hommes), Clermont-Versillac, Vaillac, Roussillon, Cornousson (supprimé la même année pour renforcer le Roussillon et Castrevieille), Languedoc, Vitry et les compagnies de cavalerie de Chevau-légers du Seigneur de Vallavoire, de Boissac, de gardes de Monsieur Harcourt et le corps de la noblesse du Marquis de Janson (avec 150 hommes).

## Forces espagnoles
Les troupes espagnoles étaient composées par vingt compagnies ; douze à Sainte-Marguerite et huit à Saint-Honorat. Environ une centaine de cavaliers faisait partie de la garnison de Sainte-Marguerite.

## La bataille
Cette opération combinée navale et terrestre mobilise 39 vaisseaux, onze galères, six brûlots, douze flûtes, et une importante flotte de transport.
Sourdis, qui commande l'opération, réussit son débarquement.
La garnison espagnole était réduite et les Français ont attaqué avec toutes leurs forces.
Le 24 mars 1637 commence le siège des îles de Lérins et le début de l'attaque des cinq forts espagnols.
Au bout d'un siège de 45 jours, ayant un problème de ravitaillement en eau potable, les Espagnols de l'île Sainte-Marguerite capitulent le 12 mai et ceux de l'île Saint-Honorat le 13 mai. Le cardinal de Sourdis célèbre une messe d'action de grâces avec Te Deum le 14 mai.
Les drapeaux espagnols ont été saisis pour être exposés à Notre-Dame de Paris où un Te Deum a été célébré pour fêter la victoire française.

## Suites
En août 1637, les forces espagnoles ont assiégé le fort de Leucate. Henri de Lorraine-Harcourt a amené ses forces pour se joindre aux troupes envoyées au secours de la place sous le commandement de Charles de Schomberg. Ces forces ont remporté une victoire le 28 septembre lors de la bataille de Leucate mettant en déroute les troupes espagnoles.